# Эмпирико-функционалистская группа теорий
Эмпирико-функционалистская группа теорий — это одна из основных групп теорий медиа, зародившаяся в США в первой половине XX века. Она изучает эффекты медиа и опирается в своей методологии на точные науки и эмпирическую социологию. Главной идеей данной группы теорий является идея воздействия медиа на индивида, отражающаяся в двух наиболее популярных парадигмах группы теорий: парадигме пропагандистской силы и парадигме ограниченных эффектов.

## История и теория
Эмпирико-функционалисткая группа теорий имеет следующие особенности:
- Она использует бихевиористский подход, заимствованный из психологии и предполагающий, что поведение индивида в социуме обусловлено влиянием социума на индивида;
- В основе данной группы теорий находится математическая теория информации, где присутствуют передатчик и приемник сообщения, передающегося по определенному каналу, где сама коммуникация является сознательным способом передачи информации через какие-либо носители;
- Данная группа теорий продвигает идею коммерциализации СМИ, то есть рассматривает медиа как рыночный товар, что отчасти связано с тем, что данной группы теорий было связано с исследованиями целевой аудитории СМИ для рекламодателей.

На формирование эмпирико-функционалистской группы теорий оказала большое влияние так называемая Чикагская школа социологии и такие её представители, как Роберт Парк, Гарольд Дуайт Лассуэллом и т. д. Поэтому некоторые исследователи связывают появление эмпирико-функционалистской группы теорий с возникновением разработанной Г. Д. Лассуэллом теории волшебной пули, утверждающей идею прямого и одинакового влияние СМИ на всех индивидов. Однако, предположение Г. Д. Лассуэлла о том, что медиа всегда оказывает запланированное воздействие на свою целевую аудиторию, было подвержено критике в том числе и со стороны коллег социолога, что послужило формированию двух основных парадигм эмпирическо-функционалистской теории: парадигма пропагандистской силы и парадигма ограниченных эффектов.
Тем не менее, именно Г. Д. Лассуэлла определил три главные функции СМИ: 1) контроль состояния социальной среды; 2) формирование общественной реакции на события; 3) передача культурных ценностей. Ему же принадлежит и модель пяти вопросов, сыгравшая важную роль в дальнейшем развитии медиаисследований:
1. Кто сообщает?
2. Что?
3. По какому каналу?
4. Для кого?
5. С каким результатом?

### Парадигма пропагандистской силы
Парадигму пропагандистской силы также называют парадигмой прямых эффектов. Другими словами, эта парадигма опирается на бихевиористский подход, где медиа имеют прямое воздействие на индивидов. Эта идея была отражена в работах таких идеологов парадигмы пропагандистской силы, как Г. Д. Лассуэлл, изучивший эффекты медиа в своей работе «Методы пропаганды в мировой войне», У. Липпман, считавший людей пассивной массой, которую необходимо изолировать от приятия политических решений, что отразилось в его книге «Общественное мнение».
Переходным моментом между парадигмой пропагандистской силы и парадигмой ограниченных эффектов является Циркулярная модель коммуникации Осгуда — Шрамма. Шрамм являлся основоположником научного подхода к изучению медиавоздействия. По У. Шрамму, «Коммуникация есть песуазивный акт». Эта концепция не ограничивается линейным восприятием процессов, происходящих во время передачи информации. Наоборот, модель коммуникации Осгуда-Шрамма предполагает, что прямое всеохватывающее воздействие медиа на индивида, предложенное ранее, невозможно.
Процесс коммуникации имеет более сложный характер. Исходное сообщение кодируется и в этом виде передается по средствам коммуникации, после чего оно декодируется и подвергается интерпретации со стороны индивида. Следовательно, нельзя быть уверенным в том, что сообщение окажет на индивида именно то воздействие, которое первоначально закладывалось его источником.

### Парадигма ограниченных эффектов
Циркулярная модель коммуникации Осгуда — Шрамма учитывает фактор ограниченных эффектов коммуникации на её потребителя. Данная парадигма ограниченных эффектов получила свое развитие благодаря Колумбийской школе социологии, ключевой фигурой которой был Пол Лазарсфельд. В 1940-50гг. П. Лазарсфельд занимался изучением воздействия медиа на формирование мнения и принятие индивидами решений. во время президентских выборов в США В результате данных количественных исследований были выявлены следующие особенности характера воздействия медиа на индивида:
- Медиа воздействуют на малые социальные группы, во главе которых находятся так называемые «лидеры общественного мнения»;
- Межличностные коммуникации играют главенствующую роль в формировании установок индивидов;
- Велико значение временного фактора.

Исследование Пола Лазарсфельда в области влияния медиа на отдельные социальные группы дало начало теории двухступенчатого, а позднее и многоступенчатого потока коммуникации. Упомянутые выше лидеры общественного мнения зачастую являются потребителями массовой информации, которую они и передают дальше в собственной интерпретации. Подобных интерпретаций может быть бесконечно много, поэтому ученые решили не ограничиваться теорией двухступенчатого потока коммуникации.
В 1960 году ученик Пола Лазарсфельда Джозеф Клаппер публикует свою работу «Воздействие массовой коммуникации», где перемещает внимание исследователей на потребителя информации и условия, при которых СМИ могут оказать наибольшее влияние на индивида. В итоге, Дж. Клаппер приходит к выводу, что эффективность воздействия медиа зависит от существующих убеждений индивида, достоверности передатчика информации и степени осведомленности индивида по вопросу, освещаемому в СМИ. Другими словами, если индивид не достаточно хорошо разбирается в теме, выше вероятность повлиять на его мнение с помощью коммуникаций, однако в противоположном случае общественным мнением сложно манипулировать.

## Критика
Эмпирико-функционалистская группа теорий была подвержена критике со стороны представителей Критической теории в первую очередь за свою прагматичность. Фактор коммерциализации СМИ послужил предлогом для того, чтобы не считать эмпирико-функционалистскую группу теорий научно обоснованной в связи с её прямой зависимостью от рекламодателей.
Помимо этого, эмпирико-функционалистскую группу теорий обвиняли в методологической бедности из-за ограниченности проводимых исследований количественными исследованиями, нацеленными на изучение ожидаемого краткосрочного эффекта на индивидов. Однако, сами эмпирико-функционалисты начали постепенно обращать внимание не только на фактор воздействия медиа на индивида, но и, например, взаимосвязь между потребностями индивида и медиа и т. д. Количественные исследования подвергались критике и самих ученых. Так, Ч. Р. Миллс говорил о том, что эмпиризм подавляет социологическое воображение и искажает факты действительности.
Более того, в своих работах представители эмпирико-функционалистской группы теорий не учитывали влияние канала передачи информации на её восприятие реципиентами, что также было отмечено представителями Критической теории как причина ограниченности анализируемых в ходе исследований факторов, оказывающих влияние на восприятие индивидом сообщений массовой информации.